# Quận Blanco, Texas
Quận Blanco (tiếng Anh: Blanco County) là một quận trong tiểu bang Texas, Hoa Kỳ. Quận lỵ đóng ở thành phố Johnson. Đến năm 2000, dân số quận là 8.418. Blanco được đặt tên theo sông Blanco chảy qua quận. Tiểu bang Texas thành lập quận Blanco năm 1858 từ các phần của các quận Burnet, Comal, Gillespie và Hays. Thành phố Blanco làm quận lỵ giai đoạn 1858-1890, trước khi nó được chuyển đến thành phố Johnson.

## Thông tin nhân khẩu
Theo điều tra dân số 2 năm 2000, đã có 8.418 người, 3.303 hộ, và 2.391 gia đình sống trong quận. Mật độ dân số là 12 người cho mỗi dặm vuông (5/km ²). Có 4.031 đơn vị nhà ở với mật độ trung bình là 6 mỗi dặm vuông (2/km ²). Cơ cấu chủng tộc của dân cư quận gồm 90,97% người da trắng, 0,74% da đen hay Mỹ gốc Phi, 0,59% người Mỹ bản xứ, 0,19% người châu Á, 0,01% người đảo Thái Bình Dương, 5,88% từ các chủng tộc khác, và 1,62% từ hai hoặc nhiều chủng tộc. 15,32% dân số là người Hispanic hay Latino thuộc chủng tộc nào.
Có 3.303 hộ, trong đó 30,40% có trẻ em dưới 18 tuổi sống chung với họ, 61,50% là các cặp vợ chồng sống với nhau, 7,20% có chủ hộ là nữ không có mặt chồng, và 27,60% là không lập gia đình. 24,00% của tất cả các hộ gia đình đã được tạo thành từ các cá nhân và 10,80% có người sống một mình 65 tuổi trở lên đã được người. Bình quân mỗi hộ là 2,50 và cỡ gia đình trung bình là 2,96.
Trong quận, cơ cấu tuổit dân cư gồm 24,40% ở độ tuổi dưới 18, 6,20% 18-24, 25,60% 25-44, 27,10% 45-64, và 16,70% người 65 tuổi trở lên. Tuổi trung bình là 41 năm. Cứ mỗi 100 nữ có 97,70 nam giới. Cứ mỗi 100 nữ 18 tuổi trở lên, đã có 94,90 nam giới.
Thu nhập trung bình cho một hộ gia đình trong quận đã được $ 39.369, và thu nhập trung bình cho một gia đình là $ 45,382. Nam giới có thu nhập trung bình 31.717 Mỹ kim so với 21.879 $ cho phái nữ. Thu nhập trên đầu cho các quận được $ 19.721. Giới 8,10% gia đình và 11,20% dân số sống dưới mức nghèo khổ, trong đó có 14,20% những người dưới 18 tuổi và 9,80% có độ tuổi từ 65 trở lên. 